# Acharny
Acharny (gr. Acharnai) – demos w starożytnej Grecji, około 10 km na płn. od Aten (obecnie przedmieście Aten).
Był najbardziej zaludnionym demem w płn.-zach. części Attyki. Ludność demu zajmowała się uprawą zbóż, winogron i oliwek, gdzie zakładała winnice i gaje oliwkowe. Dodatkowo zajmowała się wypalaniem węgla drzewnego.